# اسکات درپر
 اسکات درپر (انگلیسی: Scott Draper؛ زاده ۵ ژوئن ۱۹۷۴) یک تنیس‌باز اهل استرالیا است.